# 西新井大師西站

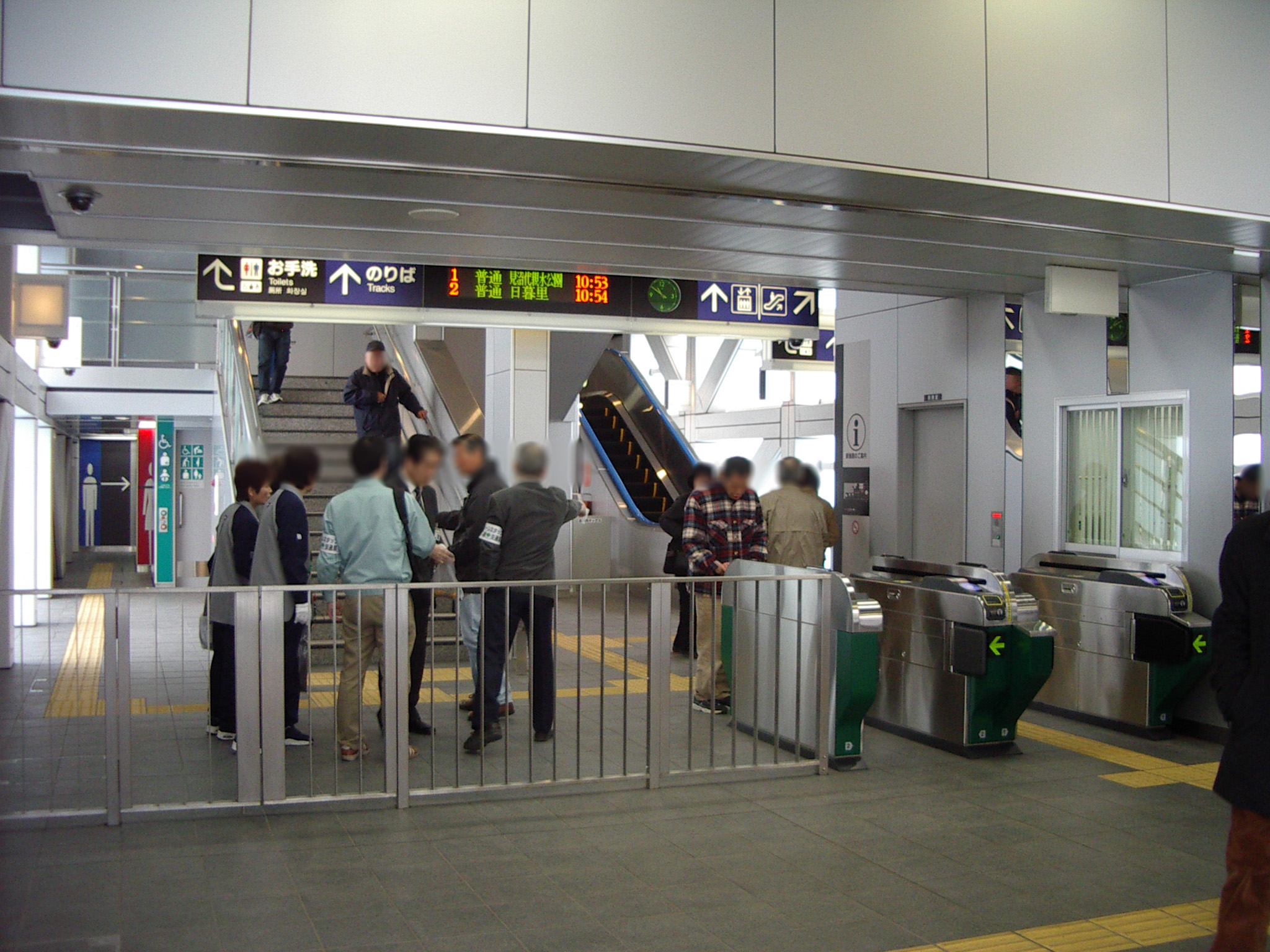
閘口附近（2008年3月30日）

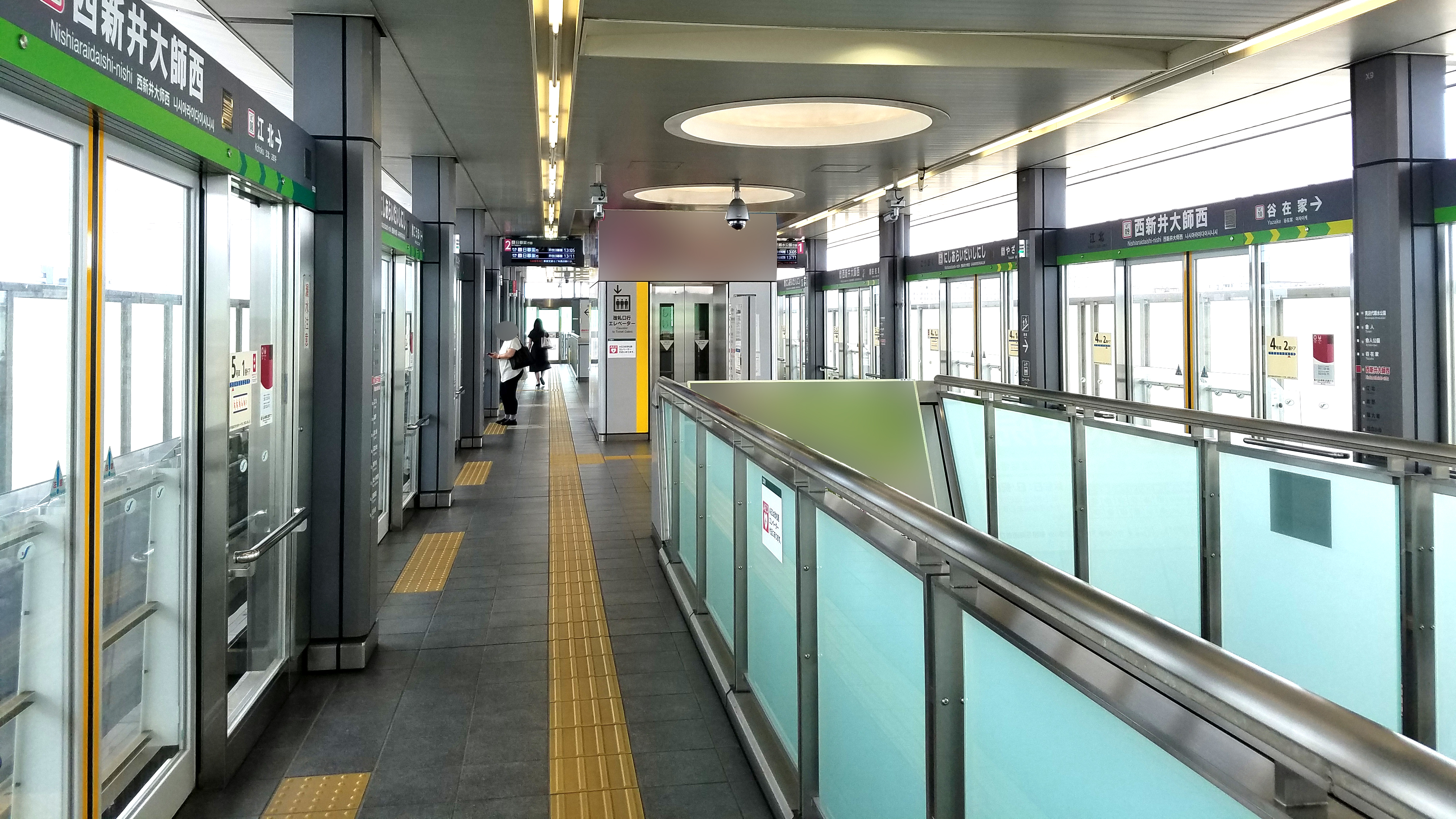
月台附近（2021年7月13日）

西新井大師西站（日语：／ Nishiarai-daishinishi eki */?）位於日本東京都足立區江北六丁目，是東京都交通局日暮里-舍人線的鐵路車站。車站編號是NT 09。與北鄰的谷在家站一同作為足立區最西的車站。
站名由來是站址東側的西新井大師，徒步約20分鐘，距離達1公里以上。西新井大師較接近東武大師線大師前站的方向。

## 車站結構
島式1面2線高架車站。

### 月台配置
| 月台 | 路線          | 目的地             |
| ---- | ------------- | ------------------ |
| 1    | 日暮里-舍人線 | 見沼代親水公園方向 |
| 2    | 日暮里-舍人線 | 日暮里方向         |

## 歷史
- 2008年（平成20年）3月30日 - 開業。

## 使用情況
2016年度的1日平均上下車人次為10,675人（上車人次：5,367人、下車人次：5,308人）。日暮里-舍人線車站次於日暮里站、西日暮里站、見沼代親水公園站排行第4位。
開業以來的1日平均上下、上車人次推移如下表。
| 年度               | 1日平均 上下車人次 | 1日平均 上車人次 | 來源    |
| ------------------ | ------------------ | ---------------- | ------- |
| 2008年（平成20年） | 7,572              | 3,692            | [ * 1 ] |
| 2009年（平成21年） | 7,919              | 3,975            | [ * 2 ] |
| 2010年（平成22年） | 8,578              | 4,318            | [ * 3 ] |
| 2011年（平成23年） | 8,922              | 4,491            | [ * 4 ] |
| 2012年（平成24年） | 8,843              | 4,442            | [ * 5 ] |
| 2013年（平成25年） | 9,337              | 4,692            | [ * 6 ] |
| 2014年（平成26年） | 9,640              | 4,850            | [ * 7 ] |
| 2015年（平成27年） | 10,260             | 5,155            | [ * 8 ] |
| 2016年（平成28年） | 10,675             | 5,367            |         |

## 相鄰車站
東京都交通局
 日暮里-舍人線
江北（NT 08）－西新井大師西（NT 09）－谷在家（NT 10）

## 外部連結
- 西新井大師西站 （页面存档备份，存于） - 東京都交通局